# 科馬羅姆-埃斯泰爾戈姆州
科馬羅姆-埃斯泰爾戈姆州（匈牙利語：Komárom-Esztergom megye，發音：[ˈkomaːrom ˈɛstɛrɡom])）是匈牙利中部的一個州，北接斯洛伐克。面積2,265平方公里，人口299,110（2015年）。首府陶陶巴尼奧。

## 行政区划

### 区份
- 埃斯泰尔戈姆区
- 小貝爾區
- 科马罗姆区
- 俄罗斯拉妮区
- 陶陶巴尼奥区
- 陶陶區

### 市镇
下設一个州级市、11个城镇、3个大村和61个村庄。